# 가즈아
가즈아(IPA: [ka̠d͡ʑɯa̠])는 도박이나 투자에서 긍정적인 기대를 표현하는 감탄사이다. "가자."를 길게 발음한 것이며 과거 스포츠 도박 같은 것을 하는 사람들이 쓰던 말이다. 그러나 요즘에는 대중화되어 어떤 일에 대한 열망을 표현하는 데에 주로 사용된다. (가령, "금메달 가즈아!", "합격 가즈아!" 등등) 그리고 2017년 대한민국의 암호화폐 투자ㆍ매매 활성화 즈음에 자기가 투자한 암호화폐의 가치 상승을 염원하는 의미에서 디시인사이드 내 '비트코인 갤러리'를 중심으로 이 단어가 유행하게 되었다. 부정적인 상황에서도 쓰이며 "한강 가즈아."라고 하는 경우 투자한 비트코인의 가격이 떨어졌음을 의미한다.
국민의당 안철수가 매실주스를 들고 건배사로 "국민의당 가즈아!"를 외친 일이 있다. 대한민국 외의 국가에도 알려져 있는 유행어이며, 알트코인의 하나인 트론 개발자 저스틴 선(Justin Sun)도 트위터로 "가즈아(Gazua)"라는 단어를 사용한 바 있다. 심지어 유튜버 중에서도 이런 말을 쓰는 사람이 있다고 한다. 한편으로 투자에 실패한 투자자가 한강에서 자살을 많이 한다는 점에서 착안해 "한강 가즈아."라는 활용형도 존재한다. 가즈아라는 명칭의 한강의 수온을 알려 주는 모바일 앱도 출시되기까지 했다.

## 유사 신조어
가즈아 이외에도 암호화폐 투자자들 사이에서 유행한 은어들이 몇 가지 존재한다. 이 신조어들은 2010년대 말 들어 유행어가 됐다. 대표적인 것은 다음과 같다.
- 존버: '존나 버티다'의 줄임말로, 끝까지 막연하게 버티는 것을 뜻한다. 존나 버로우에서 시작된 말
- 떡상, 떡락: 각각 비트코인 가격이 급상승하고 급폭락하는 장세를 의미한다.
- 층: 투자자가 매입한 암호화폐 가격의 단위. 가령 2,400원에 암호화폐를 매입하였을 경우 아파트에 입주하듯 '24층에 입주'하였다고 표현한다. 한편으로 높은 '층'에 들어간 투자자들이 폭락장으로 손해를 보았을 때, 그 손해를 메꾸기까지 언제까지 '존버'해야 하냐는 의미에서 구조대라는 표현도 사용한다. '40층 구조대 언제 오냐?'는 식으로 활용할 수 있다.
- 코린이: '코인' + '어린이'의 합성어로, 암호화폐 투자에 늦게 뛰어들었다 손해를 본 초보 투자자들을 가리키는 말이다.
- 구조대: 각 층에 물려있는 시체되기 직전의 투자자들을 구출해주러 가는 다수의 익명 구매단을 뜻한다.